# Йорданув-Шльонський (гміна)
Гміна Йорданув-Шльонський (пол. Gmina Jordanów Śląski) — сільська гміна у південно-західній Польщі. Належить до Вроцлавського повіту Нижньосілезького воєводства.
Станом на 31 грудня 2011 у гміні проживало 3132 особи.

## Площа
Згідно з даними за 2007 рік площа гміни становила 56.62 км², у тому числі:
- орні землі: 88.00%
- ліси: 3.00%

Таким чином, площа гміни становить 5.07% площі повіту.

## Населення
Станом на 31 грудня 2011:
| Опис     | Загалом | Загалом | Чоловіки | Чоловіки | Жінки | Жінки |
| -------- | ------- | ------- | -------- | -------- | ----- | ----- |
| одиниця  | осіб    | %       | осіб     | %        | осіб  | %     |
| все      | 3132    | 100     | 1565     | 49.97    | 1567  | 50.03 |
| міське   | 0       | 100     | 0        |          | 0     |       |
| сільське | 3132    | 100     | 1565     | 49.97    | 1567  | 50.03 |

## Сусідні гміни
Гміна Йорданув-Шльонський межує з такими гмінами: Борув, Кобежице, Кондратовіце, Лаґевники, Собутка.